# Ave Maria (Bach/Gounod)

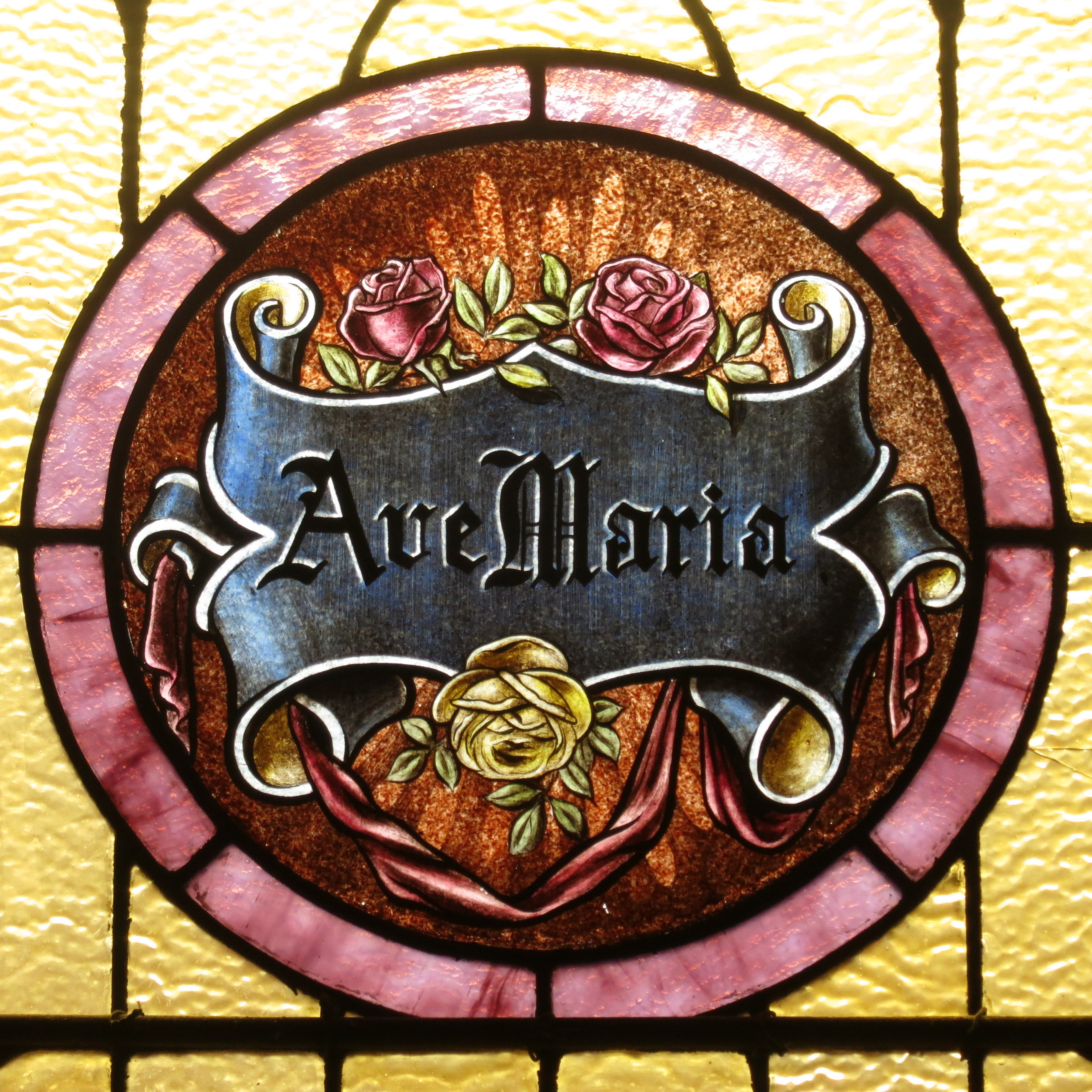
Wapakoneta, Ohio, Stany Zjednoczone – witraż ze słowami Ave Maria w kościele pw. św. Józefa

Ave Maria – popularna pieśń lub utwór instrumentalny, wykorzystujący fragment łacińskiego tekstu modlitwy Zdrowaś Maryjo (Ave Maria).
Melodia została napisana przez francuskiego kompozytora operowego Charles'a Gounoda w 1859 roku jako głos solowy do skomponowanego 137 lat wcześniej Preludium C-dur z pierwszego tomu Das Wohltemperierte Klavier Johanna Sebastiana Bacha (BWV 846), które to w ramach utworu Ave Maria pełni rolę akompaniamentu (jedyną zmianą w podkładzie Bacha jest dodanie przez Gounoda jednego taktu, w celu złagodzenia ostrej modulacji).
Istnieje wiele instrumentalnych aranżacji tego utworu; sam Gounod zaaranżował w późniejszych latach czterogłosowy układ na chór mieszany.
Wykonawcami Ave Maria byli m.in. Kiri Te Kanawa, Shirley Bassey, Anna German, Amira Willighagen, Eleni.